# Scums
SCUMS («Накипь») — восьмой студийный альбом японской группы Nightmare, издан 31 января 2013 года.

## Об альбоме
SCUMS вышел в трёх различных версиях. Среди них два ограниченных издания (тип А и В), которые содержат CD с 12 песнями и DVD с клипами на песни: ASSaulter и Оwaru sekai no hajimari wa kinari, а также стандартное издание (тип С), которое не имеет DVD, но в нём присутствуют 2 дополнительных песни.  В альбом вошли 2 песни, вышедшие ранее в виде синглов: Mimic и Deus ex Machina.

## Список композиций
| №   | Название                                                           | Текст песни | Музыка | Длительность |
| --- | ------------------------------------------------------------------ | ----------- | ------ | ------------ |
| 1.  | «My Name is SCUM (Меня зовут Накипь)»                              | Сакито      | Сакито | 1:36         |
| 2.  | «ASSaulter (Нападающий)»                                           | Сакито      | Сакито | 3:43         |
| 3.  | «mimic (Подражать)»                                                | Сакито      | Сакито | 3:48         |
| 4.  | «riddle (Загадка)»                                                 | Рука        | Рука   | 3:47         |
| 5.  | «ame to yoru ni ochite (И пошёл дождь ночью)»                      | Сакито      | Сакито | 5:43         |
| 6.  | «DISSEMBLE (Лицемерить)»                                           | Ёми         | Ни~я   | 3:30         |
| 7.  | «ERRORs (Ошибки)»                                                  | Хицуги      | Хицуги | 3:40         |
| 8.  | «Оwaru sekai no hajimari wa kinari (Конец миру-начало странствий)» | Рука        | Рука   | 4:22         |
| 9.  | «-Droid- (-Дроид-)»                                                | Сакито      | Сакито | 4:31         |
| 10. | «404 (404)»                                                        | Рука        | Сакито | 4:34         |
| 11. | «I'm Not (Я не...)»                                                | Сакито      | Сакито | 5:11         |
| 12. | «Deus ex machina (Неожиданное спасение)»                           | Рука        | Рука   | 4:24         |
| 13. | «BLACK OUT (Затемнение)»                                           | Ёми         | Сакито | 3:55         |
| 14. | «BEHIND THE MASK (За маской)»                                      | Рука        | Рука   | 4:02         |

Ограниченное издание A
| №   | Название       | Длительность |
| --- | -------------- | ------------ |
| 13. | «ASSaulter PV» |              |

Ограниченное издание B
| №   | Название                               | Длительность |
| --- | -------------------------------------- | ------------ |
| 13. | «Оwaru sekai no hajimari wa kinari PV» |              |

## Синглы
- Mimic

Выпущен: 29 февраля 2012
Место в чарте Oricon: #9
Продано в первую неделю: 15 093
Общее количество продаж: 15 093
- Deus ex Machina

Выпущен: 28 ноября 2012
Место в чарте Oricon: #11
Продано в первую неделю: 13 740
Общее количество продаж: 13 740

## Продажи и позиция в чарте
Альбом достиг #8 позиции в чарте Oricon, что выше чем у предыдущего альбома на 2 позиции. Продажи за первую неделю составили 14 567 копий, общее количество продаж составило 16 237 копий.